# Mortes em abril de 2016
Mortes em 2016: ← Janeiro – Fevereiro – Março – Abril – Maio – Junho – Julho – Agosto – Setembro – Outubro – Novembro – Dezembro →
Esta é uma relação de pessoas notáveis que morreram durante o mês de abril de 2016, listando nome, nacionalidade, ocupação e ano de nascimento.

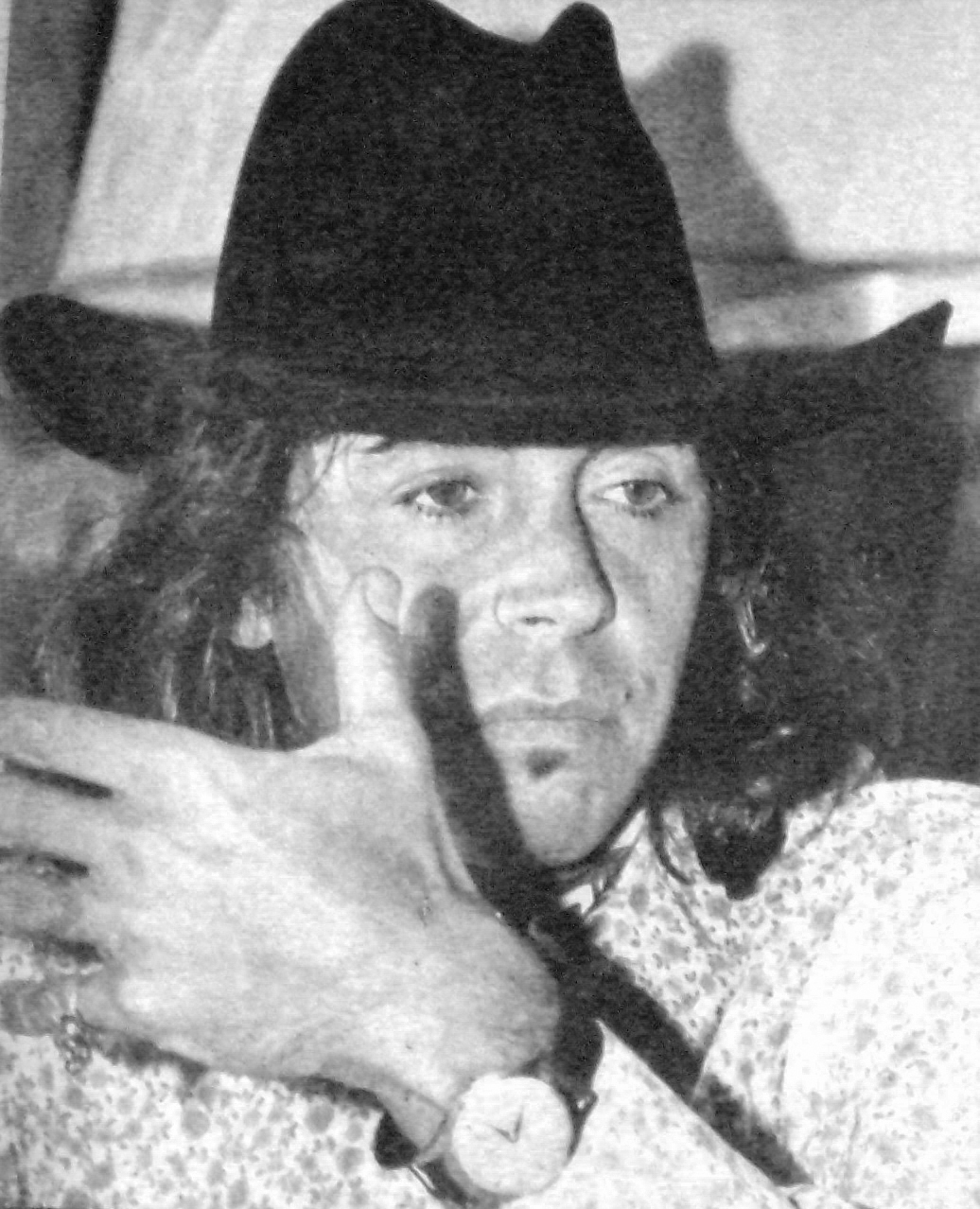
Gato Barbieri, saxofonista argentino.

Tereza Rachel, atriz brasileira.

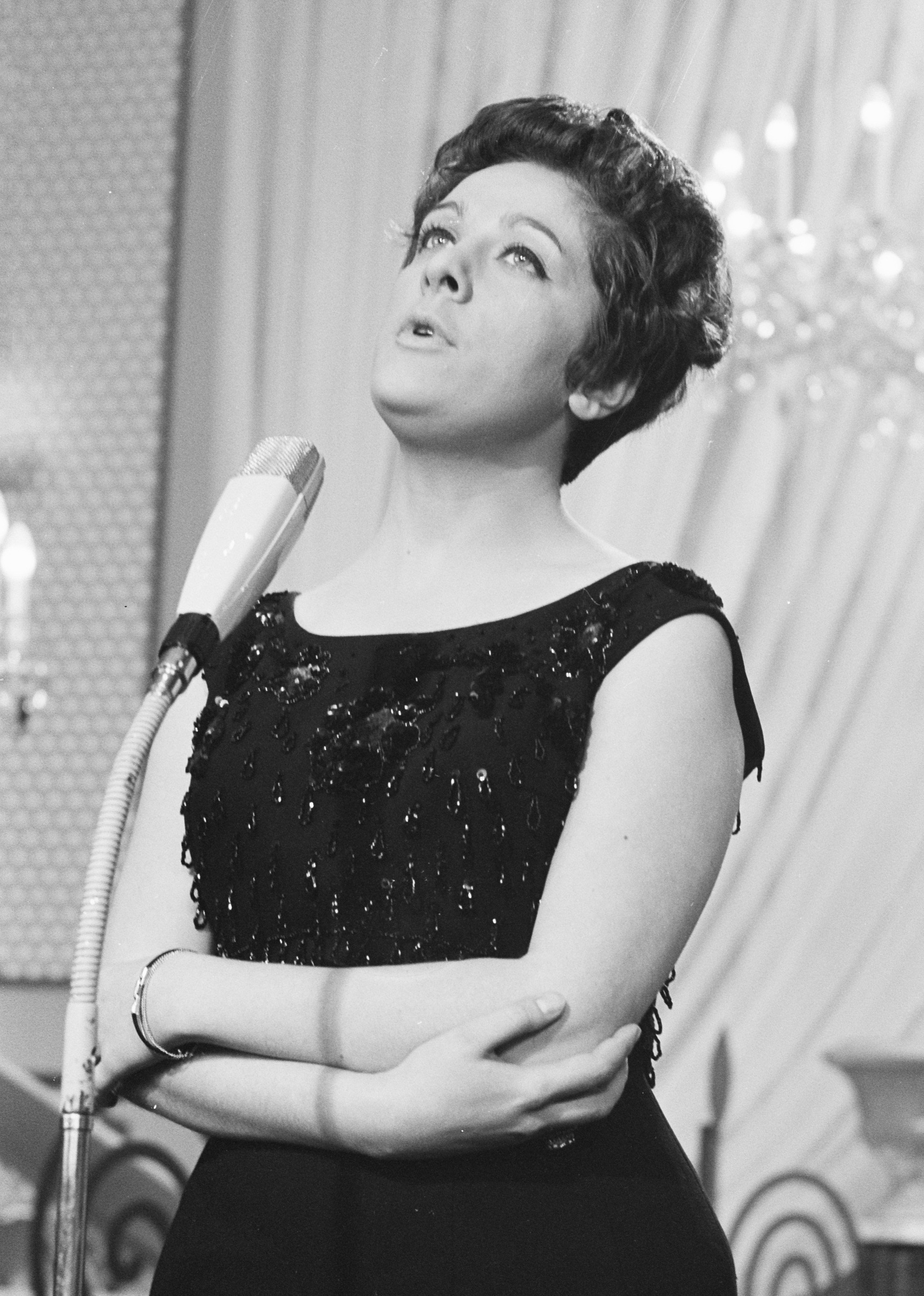
Lola Novaković, cantora sérvia.

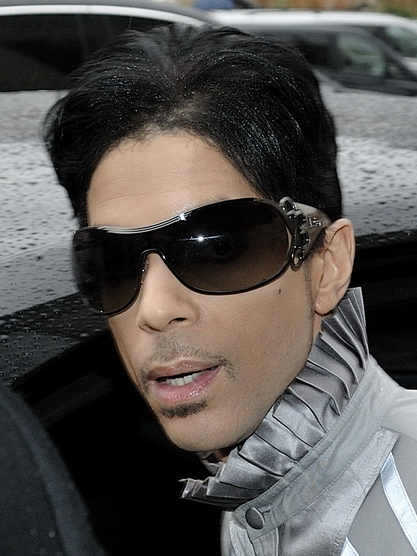
Prince, cantor estadunidense.

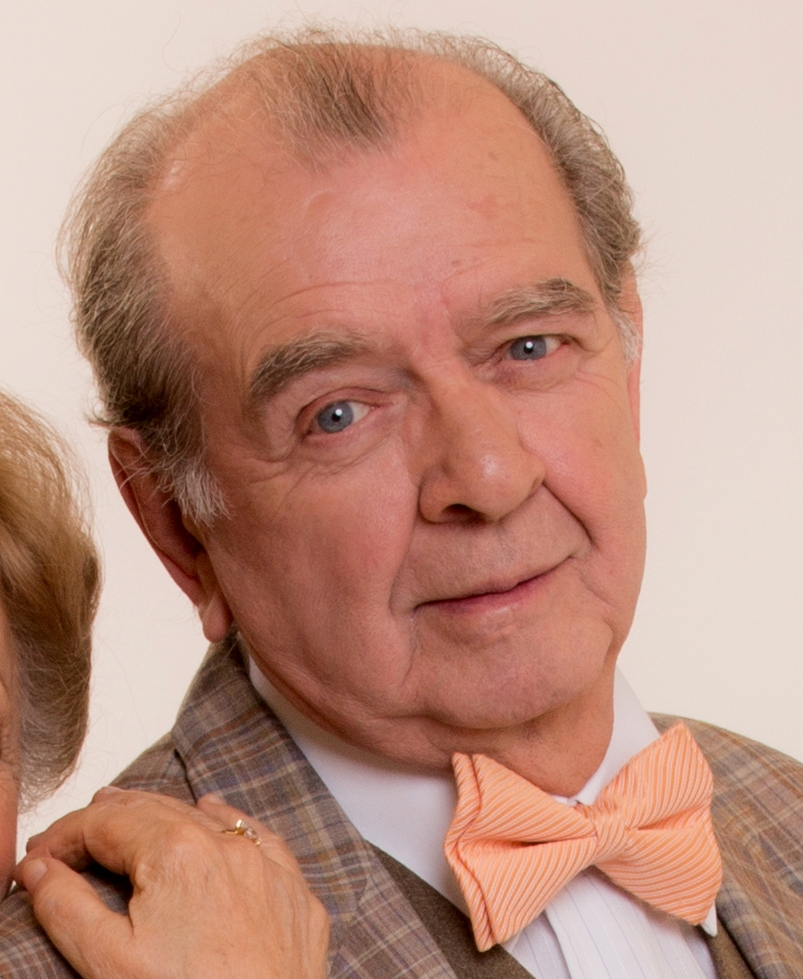
Umberto Magnani, ator brasileiro.

| Dia | Nome                | Profissão ou motivo de reconhecimento              | Nacionalidade                  | Ano de nasc. | Ref               |
| --- | ------------------- | -------------------------------------------------- | ------------------------------ | ------------ | ----------------- |
| 1   | Artur Górski        | Político                                           | Polónia                        | 1970         | [ 1 ]             |
| 1   | Petrucio Melo       | Apresentador e jurado                              | Brasil                         | 1951         | [ 2 ] [ 3 ] [ 4 ] |
| 2   | Gato Barbieri       | Saxofonista                                        | Argentina                      | 1934         | [ 5 ]             |
| 2   | Gallieno Ferri      | Desenhista                                         | Itália                         | 1929         | [ 6 ]             |
| 2   | Tereza Rachel       | Atriz                                              | Brasil                         | 1934         | [ 7 ]             |
| 3   | Lars Gustafsson     | Poeta, romancista e filósofo                       | Suécia                         | 1936         | [ 8 ]             |
| 3   | Cesare Maldini      | Futebolista e treinador                            | Itália                         | 1932         | [ 9 ] [ 10 ]      |
| 3   | Ian Robinson        | Árbitro de críquete                                | Zimbabwe                       | 1947         | [ 11 ]            |
| 3   | Lola Novaković      | Cantora                                            | Sérvia                         | 1935         | [ 12 ]            |
| 3   | Abu Firas al-Suri   | Líder da Al Qaeda                                  | Síria                          | 1950         | [ 13 ]            |
| 3   | Celso Chamum        | Ex-diretor de futebol                              | Brasil                         | 1943         | [ 14 ]            |
| 3   | Kōji Wada           | Cantor de animesongs                               | Japão                          | 1974         | [ 15 ]            |
| 4   | Chus Lampreave      | Atriz                                              | Espanha                        | 1930         | [ 16 ]            |
| 4   | Getatchew Mekurya   | Saxofonista                                        | Etiópia                        | 1935         | [ 17 ]            |
| 6   | Merle Haggard       | Cantor                                             | Estados Unidos                 | 1937         | [ 18 ]            |
| 7   | Flávio Guarnieri    | Ator                                               | Portugal/ Brasil               | 1959         | [ 19 ]            |
| 9   | Phedra de Córdoba   | Atriz                                              | Cuba/ Brasil                   | 1938         | [ 20 ]            |
| 9   | Will Smith          | Jogador de futebol americano                       | Estados Unidos                 | 1981         | [ 21 ]            |
| 10  | Naum Alves de Sousa | Dramaturgo                                         | Brasil                         | 1942         | [ 22 ]            |
| 11  | Francisco Nicholson | Ator, dramaturgo e encenador                       | Portugal                       | 1938         | [ 23 ]            |
| 12  | David Gest          | Promotor e produtor de televisão                   | Estados Unidos                 | 1953         | [ 24 ]            |
| 12  | Balls Mahoney       | Lutador profissional                               | Estados Unidos                 | 1972         | [ 25 ]            |
| 12  | Mestre Azulão       | Cantor, compositor, poeta, cordelista e repentista | Brasil                         | 1932         | [ 26 ]            |
| 14  | Rogério Duarte      | Compositor e artista gráfico                       | Brasil                         | 1939         | [ 27 ]            |
| 16  | Louis Pilot         | Futebolista e treinador                            | Luxemburgo                     | 1940         | [ 28 ]            |
| 18  | Doris Roberts       | Atriz                                              | Estados Unidos                 | 1929         | [ 29 ]            |
| 18  | Bill Campbell       | Empresário                                         | Estados Unidos                 | 1940         | [ 30 ]            |
| 18  | Brian Asawa         | Contratenor                                        | Estados Unidos                 | 1966         | [ 31 ]            |
| 19  | Patricio Aylwin     | Ex-presidente                                      | Chile                          | 1918         | [ 32 ]            |
| 19  | Estelle Balet       | Snowboarder                                        | Suíça                          | 1994         | [ 33 ]            |
| 20  | Chyna               | Lutadora profissional e atriz                      | Estados Unidos                 | 1969         | [ 34 ]            |
| 20  | Guy Hamilton        | Cineasta                                           | França/ Reino Unido            | 1922         | [ 35 ]            |
| 21  | Prince              | Cantor e multiinstrumentista                       | Estados Unidos                 | 1958         | [ 36 ]            |
| 23  | Ron Brace           | Jogador de futebol americano                       | Estados Unidos                 | 1986         | [ 37 ]            |
| 24  | Papa Wemba          | Cantor                                             | República Democrática do Congo | 1949         | [ 38 ]            |
| 24  | Fernando Faro       | Produtor musical                                   | Brasil                         | 1927         | [ 39 ]            |
| 24  | Billy Paul          | Cantor de R&B                                      | Estados Unidos                 | 1934         | [ 40 ]            |
| 24  | Tommy Kono          | Halterofilista                                     | Estados Unidos                 | 1930         | [ 41 ]            |
| 27  | Umberto Magnani     | Ator                                               | Brasil                         | 1941         | [ 42 ]            |
| 30  | César Macedo        | Humorista e comediante                             | Brasil                         | 1935         | [ 43 ]            |
| 30  | Daniel Berrigan     | Padre e ativista                                   | Estados Unidos                 | 1921         | [ 44 ]            |
| 30  | Sir Harold Kroto    | Químico                                            | Reino Unido                    | 1939         | [ 45 ]            |
| 30  | Paulo Varela Gomes  | Escritor e crítico de arte                         | Portugal                       | 1952         | [ 46 ]            |